# Бусіа (Уганда)
Бусіа (англ. Busia) — місто в Уганді, центр округу Бусіа в Східній області. Населення — 47 100 осіб. (2011).

## Географія
Місто розташоване на самому сході Уганди, біля кордону з Кенією. Відстань до столиці країни, Кампали, приблизно становить 202 км (по прямій — 168,63 км). Одразу через кордон в Кенії знаходиться округ, який також носить назву Бусіа (з однойменним адміністративним центром). Неподалік розташоване озеро Вікторія.

## Економіка
Місто є важливим торговим центром, через нього, а також сусідні міста Малаба (Кенія) і Малаба (Уганда)  проходять торговельні та людські потоки між країнами Східноафриканського співтовариства. З Уганди через Бусіа вивозять каву, бавовну й деревину — далі вони йдуть в кенійський порт Момбасу, звідки розвозяться по багатьох країнах світу. У Кенію експортуються риба, банани, ананаси і манго, маїс, бобові, арахіс і сорго. У той же час, в Уганду ввозяться через Бусіа нафтопродукти, рослинні олії, мило, предмети одягу, електроніка та автомобілі.

## Населення
Населення міста стабільно зростає: в 2002 році тут проживало 36 630 осіб, в 2010 — 45 700, в 2011 — 47 100.